# Aeroportul Ramagundam
Aeroportul Ramagundam (IATA: RMD, ICAO: VORG) este un aeroport din Peddapalli district⁠(d), Telangana, India ce deservește zona Ramagundam⁠(d). A fost numit după zona deservită.
Situat la o altitudine de 46 m, aeroportul dispune de o singură pistă. Este operat de Airports Authority of India⁠(d).